# Anton Riemerschmid

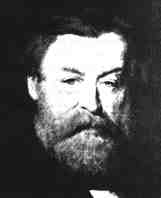
Anton Riemerschmid

Anton Riemerschmid (* 31. Mai 1802 in Burghausen; † 9. November 1878 in München) war ein deutscher Spirituosenfabrikant und bayerischer Politiker. Er war Mitbegründer der Handelslehranstalt für Frauenzimmer in München – heute Riemerschmid-Wirtschaftsschule –, deren Unterhalt er als Mäzen trug.

## Leben und Wirken
Anton Riemerschmids Vorfahren waren Schmiede an der alten Römerstraße in Grafing. So nannte man sie „Römerschmiede“, woraus sich der Name und das Signet der Familie Riemerschmid ableitete. Der gelernte Färbermeister wurde 1835 Teilhaber der Königlich-Bayerischen privilegierten Weingeist-, Spiritus-, Likör- und Essigfabrik Tip & Vigl in München. Nachdem er 1852 alleiniger Besitzer des Unternehmens wurde, entstand daraus die nach ihm benannte „Weinbrennerei und Likörfabrik Anton Riemerschmid“. In den folgenden Jahren konnte er das Geschäft deutlich ausbauen. 1869 verlegte er das Unternehmen auf die Praterinsel, erbaute dort eine Essigfabrik und engagierte bekannte Forscher wie Justus von Liebig und Max von Pettenkofer.
Neben seiner unternehmerischen Tätigkeit übernahm Riemerschmid auch gesellschaftliche Aufgaben. Vom 1. September 1855 bis zum 3. Juli 1856 war er Mitglied der Zweiten Kammer des Bayerischen Landtags.
Mit seinem Prokuristen Matthias Reischle gründete er 1862 in München die erste deutsche Mädchenhandelsschule, die Riemerschmid-Reischle’sche Handelslehranstalt für Frauenzimmer, die hinsichtlich des damals herrschenden Frauenbildes ein Novum darstellte. Die Mädchenschule heißt heute Städtische Riemerschmid-Wirtschaftsschule. Bis zu seinem Tod trug Riemerschmid den Unterhalt der Schule.
1877 erhielt er die Goldene Bürgermedaille der Landeshauptstadt München.
Nach dem Tod Anton Riemerschmids 1878 traten dessen Söhne Eduard (1835–1894) und Heinrich Riemerschmid (1836–1882) an die Spitze des Unternehmens. Heinrich Riemerschmids Ehefrau wurde Maria Lachner (1844–1915), Tochter des Generalmusikdirektors Franz Lachner (1803–1890). Sie waren die Eltern des Kunstmalers Rudolf Riemerschmid (1873–1953) und von Julie Riemerschmid (* 11. Februar 1877; † 25. März 1947), die als 20-Jährige am 14. Januar 1897 den Kunstmaler und Grafiker Ludwig von Zumbusch (1861–1927) heiratete.
Eduard Franz Riemerschmid (1835–1894) heiratete Amalie Weishaupt (1839–1897). Dieses Ehepaar hatte neun Kinder. So u. a.
- Karl Riemerschmid (1860–1929) Er übernahm 1905 die Geschäftsführung der Weinbrennerei und Likörfabrik Anton Riemerschmid.
- Ludwig Riemerschmid (1861–1934 Frankfurt-Bockenheim)
- Arthur Riemerschmid (1864–1929), Ökonom und Landwirt.
- Eduard Riemerschmid  (1866–1935), Maler, Architekt; Ehefrau Thusnelda Riemerschmid (1874 Oberaudorf-1935 München); Tochter Marianne Rümmler-Riemerschmid (1897 München + 1963 Starnberg); Ehefrau von Ernst Keller (1. Ehe, geschieden), Ehefrau von Wolf Rümmler (2. Ehe)
- Richard Riemerschmid (1868–1957); Maler, Entwerfer, Architekt, Kunstprofessor und ein bedeutender Künstler des Jugendstils in Deutschland.
- Elisabeth Riemerschmid (1871–1953); Ehefrau von Ludwig Knözinger
- Frieda Riemerschmid (1878–1917), spätere Schmidt-Hellerau. Sie heiratete 1910 den Gründer der Deutschen Werkstätten für Handwerkskunst, Karl Schmidt-Hellerau, Unternehmer, Tischler, den sog. „Holz-Goethe“. Sie war seine zweite von insgesamt drei Ehefrauen.
- Margarethe Riemerschmid, verheiratet mit Reinhard Fieser (1867 Wertheim–1960 Gauting), 22 Jahre Oberbürgermeister der Stadt Baden-Baden von 1907 bis 1929, Ehrenbürger der Stadt Baden-Baden seit dem 10. Dezember 1929.

Anton Riemerschmid wurde in München auf dem Nordfriedhof im Familiengrab beigesetzt.

## Nachfahren
Aus der Familien Riemerschmid stammen zahlreiche bekannte Persönlichkeiten, so z. B.:
- Richard Riemerschmid, Architekt und ein bedeutender Künstler des Jugendstils in Deutschland
- Karl Riemerschmid, Geschäftsführer der Weinbrennerei und Likörfabrik Anton Riemerschmid und Bauherr der späteren Münchner Kammerspiele
- Robert Riemerschmid, Erfinder der Spirituose Escorial und Gründer des Bayerischen Rundfunks